# Ramal ferroviario Las Flores-Tandil
El Ramal Las Flores - Tandil (también conocido como Vía Rauch) pertenece al Ferrocarril General Roca, Argentina.

## Ubicación
Se halla íntegramente en la provincia de Buenos Aires, atravesando los partidos de Las Flores, Rauch y Tandil.

## Características
Es un ramal de la red primaria interregional del Ferrocarril General Roca con una extensión de 152 km entre Las Flores y Tandil.

## Historia
El ramal fue construido por el la empresa Ferrocarril del Sud, el 1 de agosto de 1891, se inauguró el servicio del ramal. Durante las estatizaciones ferroviarias de 1948, pasa a formar parte del Ferrocarril General Roca.

## Servicios
Desde el 29 de junio de 2012 hasta el 30 de junio de 2016 se prestaba un servicio semanal de pasajeros entre Plaza Constitución y la ciudad de Tandil a cargo de la empresa Ferrobaires.
Corren formaciones de carga de la empresa Ferrosur Roca.

## Imágenes

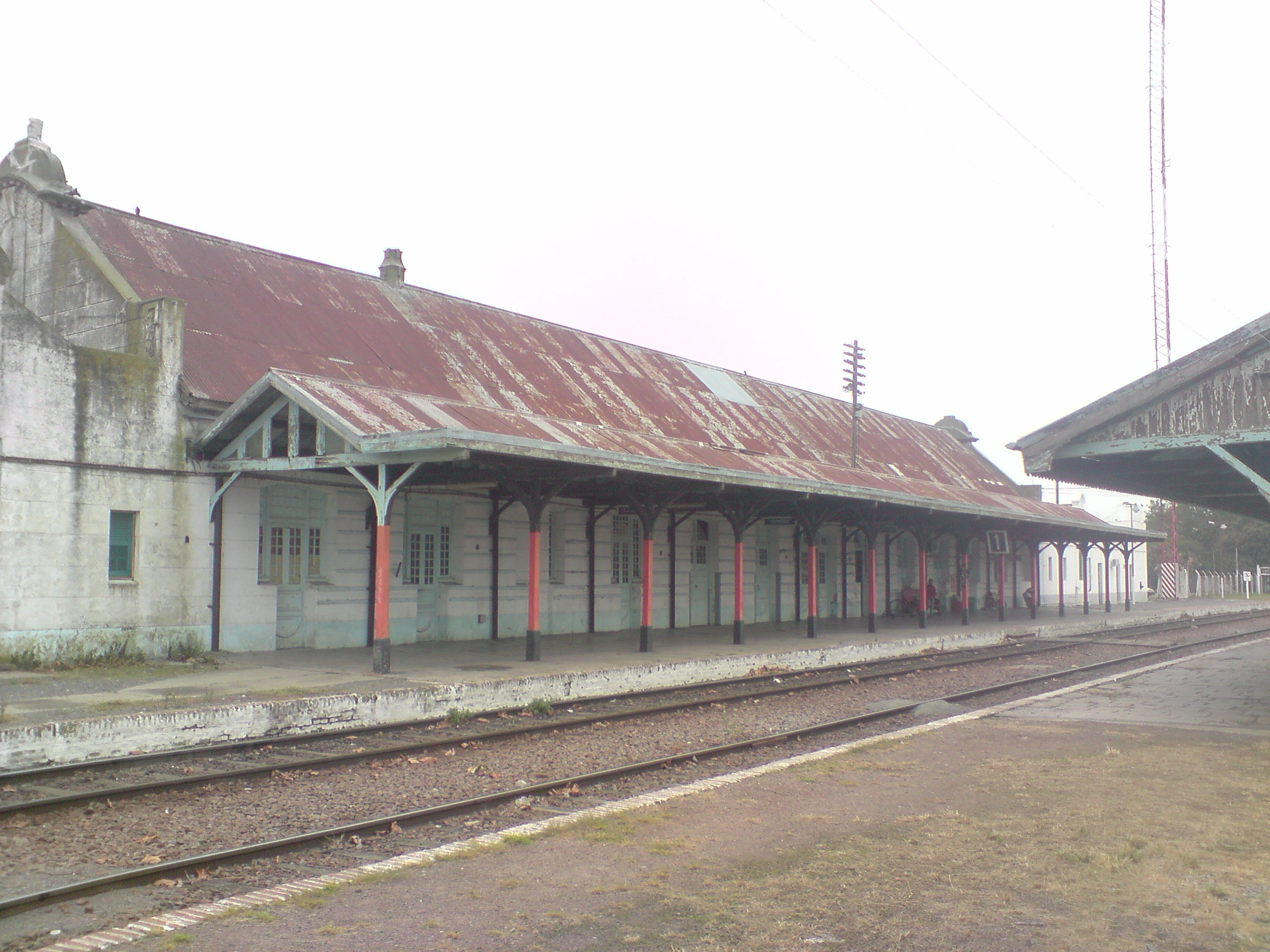
Estación Las Flores
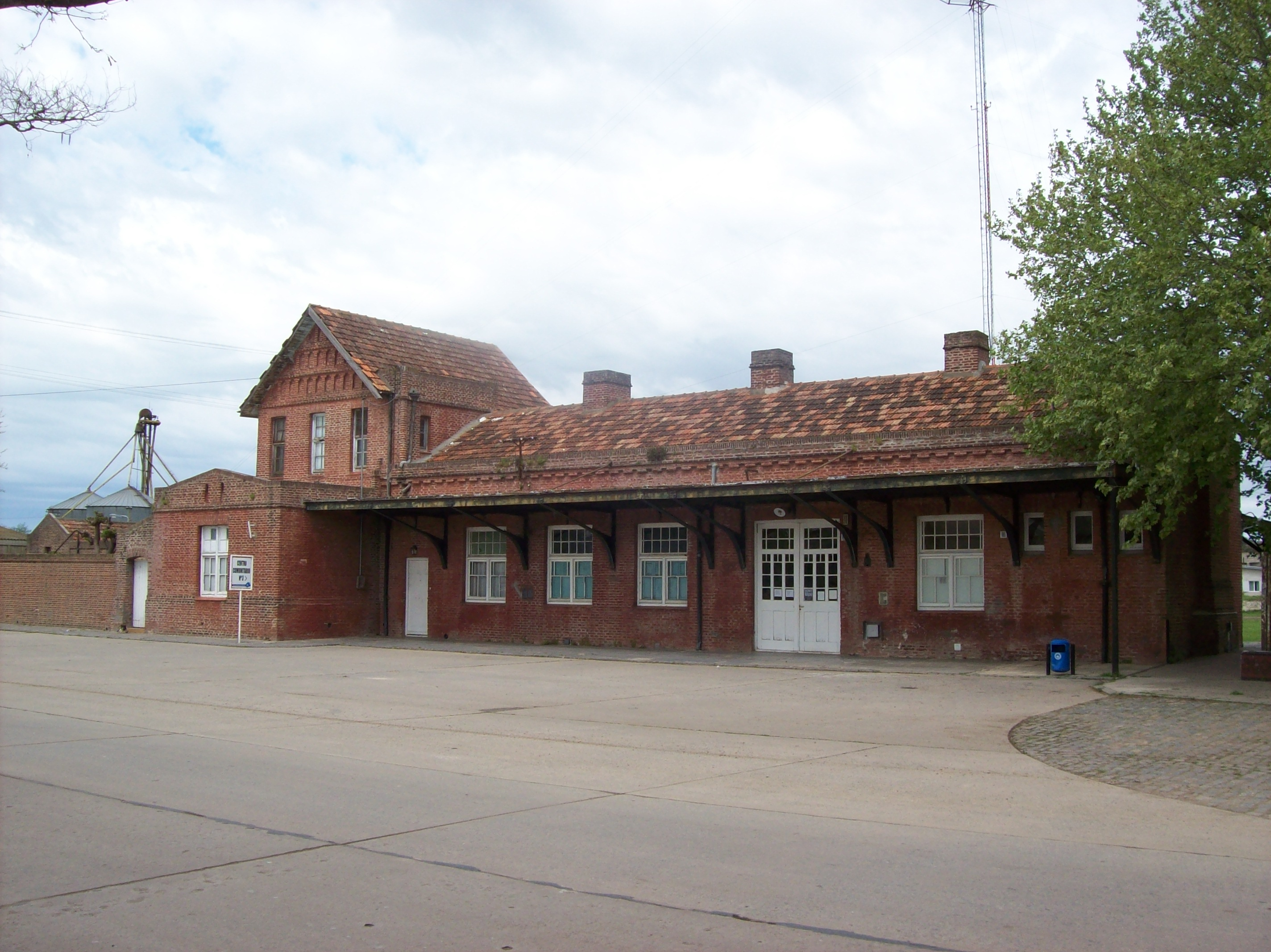
Estación Rauch
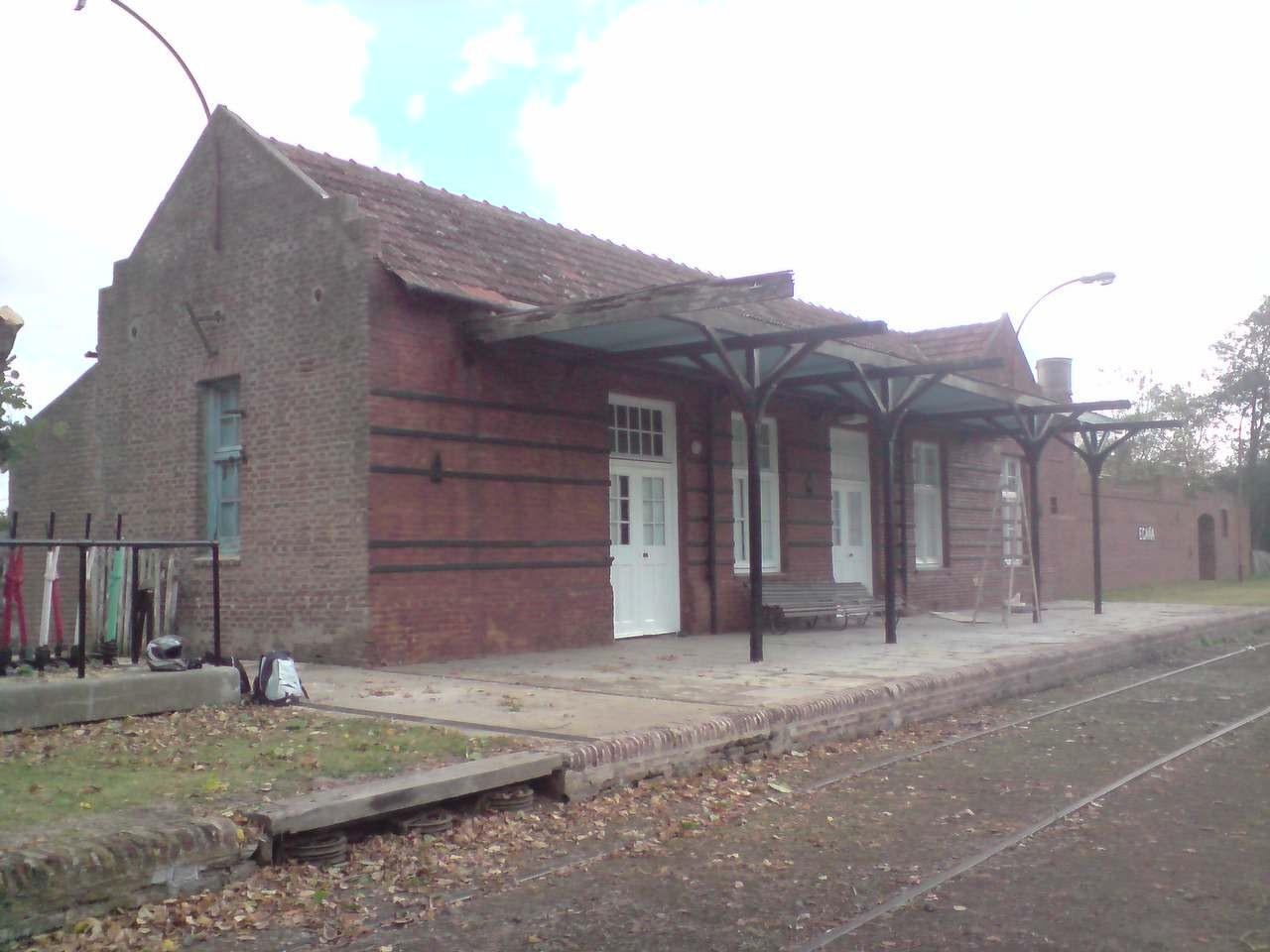
Estación Egaña
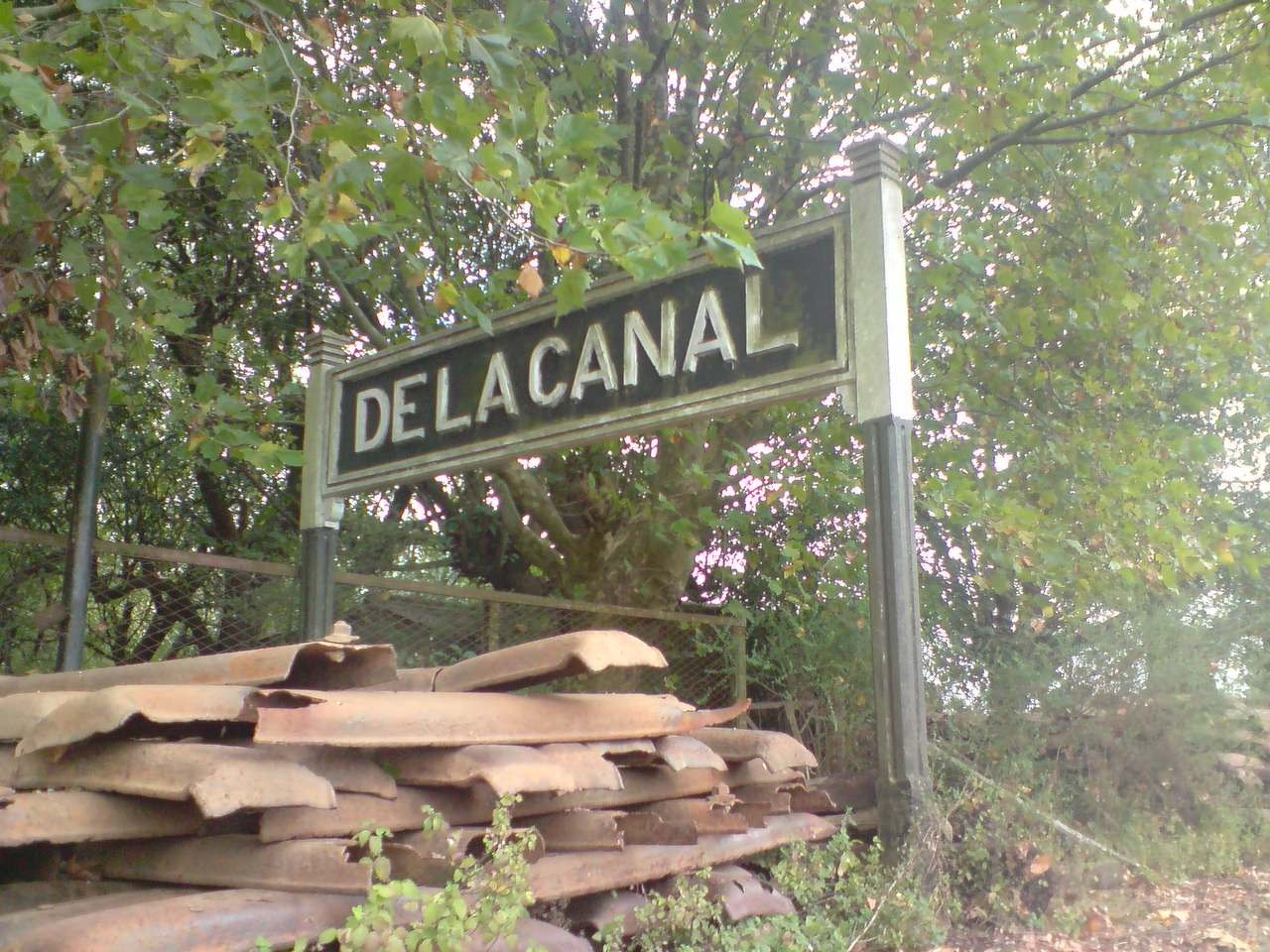
Estación De la Canal
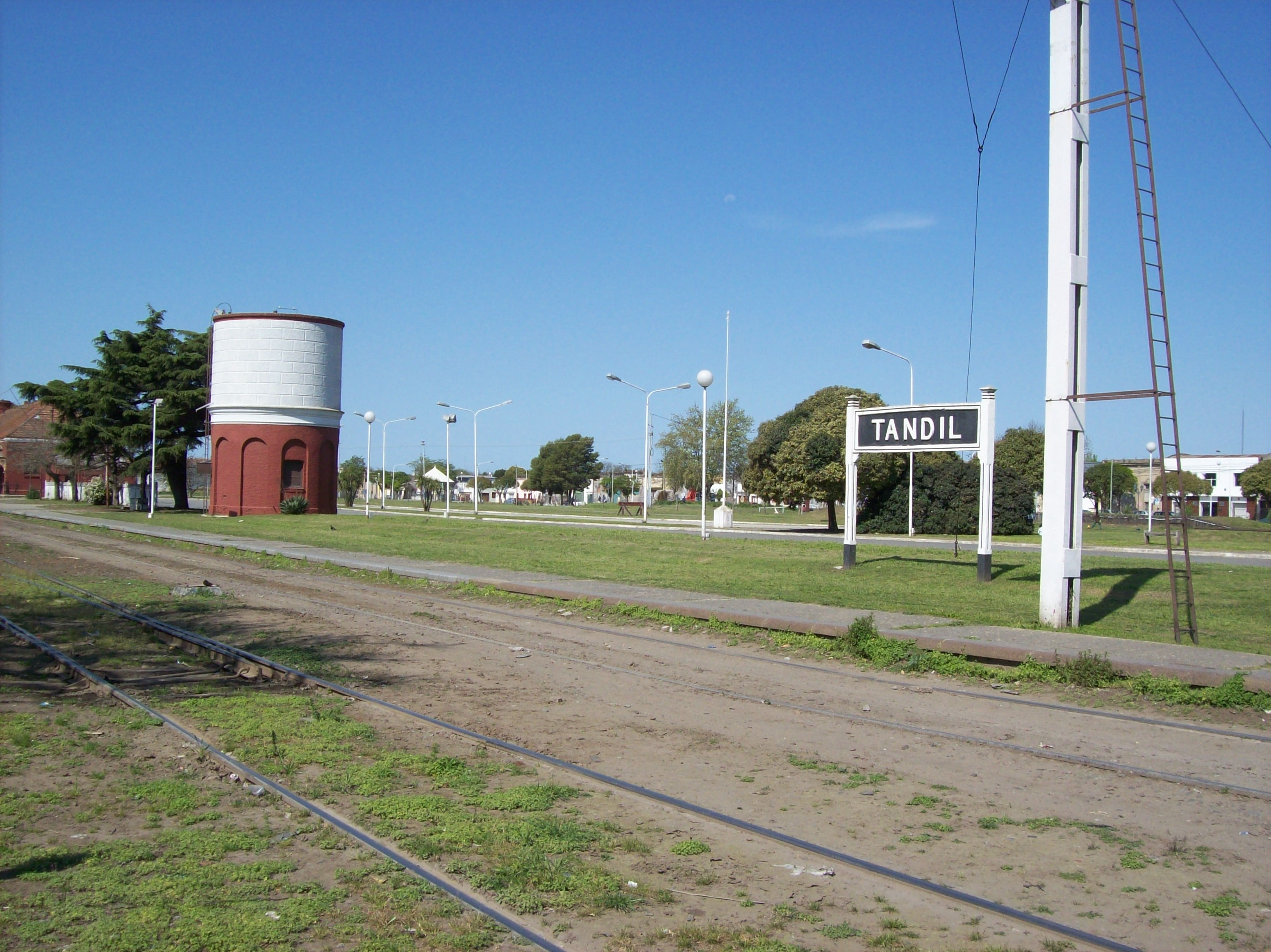
Estación Tandil